# Xie Zhenye
Xie Zhenye (谢震业S, Xiè ZhènyèP; 17 agosto 1993) è un velocista cinese, attuale primatista asiatico dei 200 metri piani.
In carriera ha vinto la medaglia di bronzo nella staffetta 4×100 metri ai Giochi olimpici di Tokyo 2020, in seguito alla squalifica per doping della squadra britannica, stabilendo nell'occasione il record nazionale con il tempo di 37"79. Nella stessa specialità ha vinto anche la medaglia d'argento ai Mondiali di Pechino 2015.

## Palmarès
| Anno | Manifestazione      | Sede           | Evento            | Risultato  | Prestazione | Note                                     |
| ---- | ------------------- | -------------- | ----------------- | ---------- | ----------- | ---------------------------------------- |
| 2010 | Olimpiadi giovanili | Singapore      | 200 m piani       | Oro        | 21"22       |                                          |
| 2010 | Olimpiadi giovanili | Singapore      | Staffetta svedese | 5º         | 1'54"14     |                                          |
| 2012 | Mondiali U20        | Barcellona     | 100 m piani       | 8º         | 10"59       |                                          |
| 2012 | Mondiali U20        | Barcellona     | 200 m piani       | 5º         | 20"66       |                                          |
| 2012 | Giochi olimpici     | Londra         | 200 m piani       | Batteria   | 20"69       |                                          |
| 2013 | Campionati asiatici | Pune           | 200 m piani       | Oro        | 20"87       |                                          |
| 2013 | Campionati asiatici | Pune           | 4×100 m           | Bronzo     | 39"17       |                                          |
| 2013 | Mondiali            | Mosca          | 200 m piani       | Batteria   | 20"74       |                                          |
| 2014 | World Relays        | Nassau         | 4×100 m           | 11º        | 38"83       |                                          |
| 2014 | World Relays        | Nassau         | 4×200 m           | 7º         | 1'25"83     |                                          |
| 2014 | Giochi asiatici     | Incheon        | 200 m piani       | Semifinale | dq          |                                          |
| 2014 | Giochi asiatici     | Incheon        | 4×100 m           | Oro        | 37"99       | Record asiatico                          |
| 2015 | World Relays        | Nassau         | 4×100 m           | Batteria   | 57"98       |                                          |
| 2015 | World Relays        | Nassau         | 4×200 m           | Batteria   | dq          |                                          |
| 2015 | Campionati asiatici | Wuhan          | 100 m piani       | 4º         | 10"25       |                                          |
| 2015 | Mondiali            | Pechino        | 200 m piani       | Batteria   | dq          |                                          |
| 2015 | Mondiali            | Pechino        | 4×100 m           | Argento    | 38"01       |                                          |
| 2016 | Mondiali indoor     | Portland       | 60 m piani        | 4º         | 6"53        | Miglior prestazione personale            |
| 2016 | Giochi olimpici     | Rio de Janeiro | 100 m piani       | Semifinale | 10"11       |                                          |
| 2016 | Giochi olimpici     | Rio de Janeiro | 4×100 m           | 4º         | 37"90       |                                          |
| 2017 | World Relays        | Nassau         | 4×100 m           | Bronzo     | 39"22       |                                          |
| 2017 | Mondiali            | Londra         | 100 m piani       | Semifinale | 10"28       |                                          |
| 2017 | Mondiali            | Londra         | 4×100 m           | 4º         | 38"34       |                                          |
| 2018 | Mondiali indoor     | Birmingham     | 60 m piani        | 4º         | 6"52        | Miglior prestazione personale            |
| 2019 | Campionati asiatici | Doha           | 200 m piani       | Oro        | 20"33       |                                          |
| 2019 | Campionati asiatici | Doha           | 4×100 m           | Finale     | dq          |                                          |
| 2019 | World Relays        | Yokohama       | 4×100 m           | 4º         | 38"16       | Miglior prestazione personale stagionale |
| 2019 | Mondiali            | Doha           | 100 m piani       | Semifinale | 10"14       |                                          |
| 2019 | Mondiali            | Doha           | 200 m piani       | 7º         | 20"14       |                                          |
| 2019 | Mondiali            | Doha           | 4×100 m           | 6º         | 38"07       |                                          |
| 2021 | Giochi olimpici     | Tokyo          | 100 m piani       | Batteria   | 10"16       |                                          |
| 2021 | Giochi olimpici     | Tokyo          | 200 m piani       | Semifinale | 20"45       |                                          |
| 2021 | Giochi olimpici     | Tokyo          | 4×100 m           | Bronzo     | 37"79       | [ 2 ] [ 3 ]                              |
| 2022 | Mondiali            | Eugene         | 200 m piani       | Semifinale | 20"41       |                                          |
| 2022 | Mondiali            | Eugene         | 4×100 m           | Batteria   | 38"83       | Miglior prestazione personale stagionale |
| 2023 | Campionati asiatici | Bangkok        | 200 m piani       | 4º         | 20"66       |                                          |
| 2023 | Campionati asiatici | Bangkok        | 4x100 m           | Argento    | 38"87       |                                          |
| 2023 | Giochi asiatici     | Hangzhou       | 100 m piani       | Oro        | 9"97        |                                          |
| 2023 | Giochi asiatici     | Hangzhou       | 4×100 m           | Oro        | 38"29       |                                          |
| 2024 | World Relays        | Nassau         | 4×100 m           | 6º         | 38"75       |                                          |
| 2024 | Giochi olimpici     | Parigi         | 100 m piani       | Batteria   | 10"16       |                                          |
| 2024 | Giochi olimpici     | Parigi         | 4×100 m           | 7º         | 38"06       |                                          |
| 2025 | Mondiali indoor     | Nanchino       | 60 m piani        | 4º         | 6"58        |                                          |
| 2025 | World Relays        | Guangzhou      | 4x100 m           | Batteria   | 38"30       |                                          |